# Pezizomycotina
Pezizomycotina (dříve Ascomycetes, nikoliv však ve smyslu Ascomycota) je podkmen nebo pododdělení vřeckovýtrusných hub. Zahrnuje naprostou většinu druhů vřeckovýtrusných hub. Ostatní podkmeny (Taphrinomycotina, Saccharomycotina) jsou o poznání méně rozsáhlé.

## Popis
Všichni zástupci mají článkované podhoubí s přehrádkami s otvory, které umožňují průchod jader. Rozmnožují se pohlavně pomocí vřeckospor i nepohlavně konidiemi. Jedná se o obrovskou skupinu organismů – nalezneme mezi nimi saprofytické druhy i parazity rostlin nebo živočichů, komenzální druhy a několik rodů tvoří houbovou část lišejníků (hlavně v podtřídě Lecanoromycetidae, Dothideomycetidae nebo Arthoniomycetidae).

## Systém
- Arthoniomycetidae

malá podtřída, jejíchž zástupci tvoří korovité lišejníky
- Chaetothyriomycetidae

dvě čeledě hub původně řazených do podřídy Dothideomycetidae
- Dothideomycetidae

zástupci: Venturia inaequalis, původce strupovitosti jablek
- Erysiphomycetidae – padlí

jediná čeleď Erysiphaceae, obligátní parazité rostlin
- Eurotiomycetidae

plísně produkující mykotoxiny, jen vzácně se rozmnožují pohlavně
zástupci: rod štětičkovec (Penicillium sp.), rod kropidlák (Aspergillus sp.)
- Laboulbeniomycetidae – roztřepenky

nevytváří podhoubí, parazité nebo komenzálové členovců, koprofilní druhy (rozkládající výkaly)
- Lecanoromycetidae

tvoří houbovou složku většiny druhů lišejníků
- Leotiomycetidae

zahrnuje řády Helotiales – voskovičkotvaré a Rhytismatales – svraštělkotvaré
zástupci: rod mozkovka (Ascotremella sp.), chlupáček (Lachnum sp.), terčka (Lanzia sp.) a mnoho dalších
- Meliolomycetidae

hlavně tropické houby
- Pezizomycetidae

houby tvořící plodnice, hlavně řád Pezizales – kustřebotvaré
zástupci: rod smrž (Morchella sp.), lanýž (Tuber sp.), ucháč (Gyromitra sp.), chřapáč (Helvella sp.) aj.
- Sordariomycetidae

řády Xylariales – dřevnatkotvaré, Sordariales – hnojenkotvaré nebo Hypocreales – masenkotvaré
zástupci: masenka (Hypocrea sp.), housenice (Cordyceps sp.), dřevomor (Hypoxylon sp.)
- Spathulosporomycetidae

parazité ruduch